# DJ Nelson
Nelson Díaz Martínez (San Juan, Puerto Rico; 7 de abril de 1972), más conocido como DJ Nelson es un DJ, productor musical y uno de los pioneros del reguetón que ayudó al desarrollo y popularidad de este género en la década del 1990.

## Carrera musical
Nelson Díaz Martínez nació el 7 de abril de 1972, en San Juan, Puerto Rico. En 1994 pasó a formar parte del equipo de producción The Noise, compuesto por DJs, MCs, productores y coordinadores de club, que organizó una serie de CD de larga duración en las noches del club en San Juan que fueron vitales para el desarrollo y popularización del reguetón. Ganó crédito como uno de los mejores DJs en The Noise, y también se desempeñó como productor y arreglista de la música del colectivo. 
En 1997 saco el disco, Nel-Zone, que fue dividido en respectivas mezclas de reggae y rap, y también fue acreditado en un par de otros lanzamientos de CD en ese año: Bien guillao de gangster de Don Chezina y En mi imperio de Ivy Queen. Desde este punto en adelante, comenzó a enfocarse en su carrera como solista, principalmente como un productor en The Original Rude Girl (1998) de Ivy Queen y Los reyes del nuevo milenio (2000) de Wisin & Yandel, el último de los cuales marcó el advenimiento de su sello discográfico personal, Flow Music.
Fundó el sello discográfico Mas Flow Inc. de Francisco Saldaña y Víctor Cabrera, conocidos como Luny Tunes luego de descubrirlos en el 2002. Luny Tunes junto con Norgie Noriega se unieron para Mas flow (2003) comandado por Hector y Tito. Numerosos volúmenes siguieron, sólo que sin Noriega, quien se fue en solitario, debutando con Contra La Corriente (2004). Continuó con su propia carrera, lanzando Flow la discoteka (2004) y la apertura de un club del mismo nombre, en el cual era el DJ residente. Además, se le atribuye haber creado Mix 107.7, una estación de radio puertorriqueña popular organizada por DJ Coyote.

## Discografía
Álbumes de estudio
- 1997: The Flow
- 2001: The Flow: Sweet Dreams
- 2004: Flow la Discoteka
- 2007: Flow la Discoteka 2

Álbumes colaborativos
- 2003: Kakoteo Mix
- 2006: The Kings of the Remix (con DJ Rafy Mercenario)
- 2019: Platónico (con Jay Wheeler)
- 2020: Inmortal (con Alberto Stylee)
- 2020: Platónicos (con Jay Wheeler)

## Producciones discográficas
Adaptado de los créditos de las páginas Allmusic.
- 1995: Big Bam Blunt
- 1996: Reggaeton Live, Vol. 1
- 1997: Nel-Zone: The Real Thing
- 1997: The Flow
- 1997: Greatest Hits
- 1998: Pistas
- 1998: Pistas Remix, Vol. 2
- 1999:  Xtassy Reggae
- 2000: The Flow: Sweet Dreams
- 2001: Music
- 2001: Collection
- 2003: Kakoteo Mix
- 2004: La Trayectoria
- 2004: Reggaeton Mix Tape, Vol. 1
- 2004: Collection Two
- 2005: Los Elegidos
- 2005: Latin Flow: The Reggaeton Álbum
- 2005: Flow Music Video Collection, Vol. 1
- 2006: Reggaeton Goes Wild 3
- 2007: The King Of The Remix
- 2009: La hora cero
- 2011: Otro nivel de música
- 2012: La Buya, Vol. 1
- 2012: El patán
- 2013: The Flow Is Back
- 2016: Mi historia
- 2018: King Mendo
- 2020: Now or Never
- 2021: La 167
- 2022: Emociones